# Салай, Агонит
Агонит Салай (алб. Agonit Sallaj; род. 14 февраля 1992, Джяковица, Косово и Метохия) — косоварский футболист, защитник.

## Клубная карьера
Салай — воспитанник швейцарского «Ксамакса». Выступал два года за молодёжную команду, но дебютировать за основной состав игроку не удалось. Сезон 2011/12 игрок провёл в годичной аренде в клубе «Биль-Бьенн». По окончании арендного соглашения завершился и контракт с «Ксамаксом».
Летом 2012 года Агонитом заинтересовался главный тренер «Портсмута» Майкл Аплтон, пригласив его на просмотр. Провёл две контрольные игры с «Олдершот Таун» и Болтон Уондерерс после чего клуб принял решение не заключать с ним контракт.
В сентябре 2012 года Салай на правах свободного агента перешёл в «Биль-Бьенн». Из-за отсутствия игровой практики он до конца сезона был отдан в аренду в «Фрибур». Проведя за клуб всего одну игру, защитник вернулся в «Биль-Бьенн», с которым спустя время разорвал контракт. Ему потребовалось семь месяцев, чтобы найти новый клуб. Им стал «Бюль», с которым в январе 2014 года игрок подписал соглашение. В июле того же года сменил клуб на «Ле-Мон».
В феврале 2015 года вернулся в «Ксамакс», заключив контракт до лета 2016 года. 23 августа 2015 года в матче Челлендж-лиги против «Биль-Бьенна» получил тяжёлую травму — разрыв мениска и крестообразной связки правого колена, 16 июля 2016 года в товарищеском матче против «Туна» снова порвал крестообразную связку. По окончании соглашения стал свободным агентом.

## Карьера в сборной
Родился в Джяковице, Югославия (будущая территория Косово). Вместе с родителями, этническими албанцами, переехал в Швейцарию, что дало ему право выбирать между тремя сборными: Швейцарии, Албании и Косова.
В марте 2011 года тренер молодёжной сборной Албании Артан Бушати пригласил игрока на турнир в Словении. Агонит согласился, а позже ему выдали албанский паспорт, после чего он смог представлять Албанию на официальных турнирах.
20 июня 2011 года главный тренер сборной Албании Йосип Куже вызвал игрока на товарищеский матч против сборной Аргентины. Выйдя на 67 минуте матча, Салай дебютировал за сборную. Его команда разгромно проиграла со счётом 0:4.

## Достижения
«Ксамакс»
- Серебряный призёр Челлендж-лиги (1): 2015/16